# Ophiactis savignyi
Espèce
Synonymes
- Ophiactis brocki de Loriol, 1893
- Ophiactis conferta Koehler, 1905
- Ophiactis incisa v. Martens, 1870
- Ophiactis krebsii Lütken, 1856
- Ophiactis maculosa von Martens, 1870
- Ophiactis reinhardti Lütken, 1859
- Ophiactis reinhardtii Lütken, 1859
- Ophiactis savignyi var. lutea H.L. Clark, 1938
- Ophiactis sexradia (Grube, 1857)
- Ophiactis versicolor H.L. Clark, 1939
- Ophiactis virescens Lütken, 1856
- Ophiolepis savignyi Müller & Troschel, 1842
- Ophiolepis sexradia Grube, 1857[1]

Ophiactis savignyi, ou Ophiure de Savigny, est une espèce d'ophiure de la famille Ophiactidae. Elle est présente dans les parties tropicales et subtropicales de l'ensemble des océans du monde. Il s'agit probablement de l'ophiure avec la distribution géographique la plus importante. Le disque central d'O. savignyi a un diamètre compris entre 5 et environ 10 mm ; elle possède généralement 6 bras.

## Description
Le disque central de l'espèce mesure généralement 5 mm de diamètre, parfois jusqu'à 10 mm. La surface dorsale est recouverte d'écailles et porte une multitude d'épines, surtout sur les bords du disques. Les bras, habituellement au nombre de six, sont longs, fins et effilés ; ils sont composés de plusieurs segments maintenus ensemble par des articulations. Chacun de ces segments porte cinq ou six épines. Les bras atteignent une quinzaine de centimètres. La surface dorsale du disque oscille entre le verdâtre et le marron pâle alors que les grands boucliers radiaux, les plaques protectrices situées sur les bords du disque, sont sensiblement plus sombres. La surface orale, ou inférieure, est de couleur crème,,.

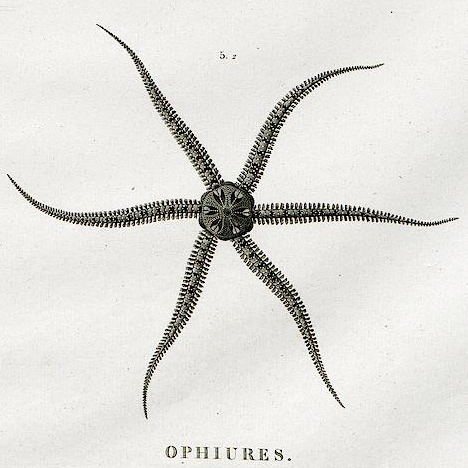
Dessin holotype par Jules-César Savigny.
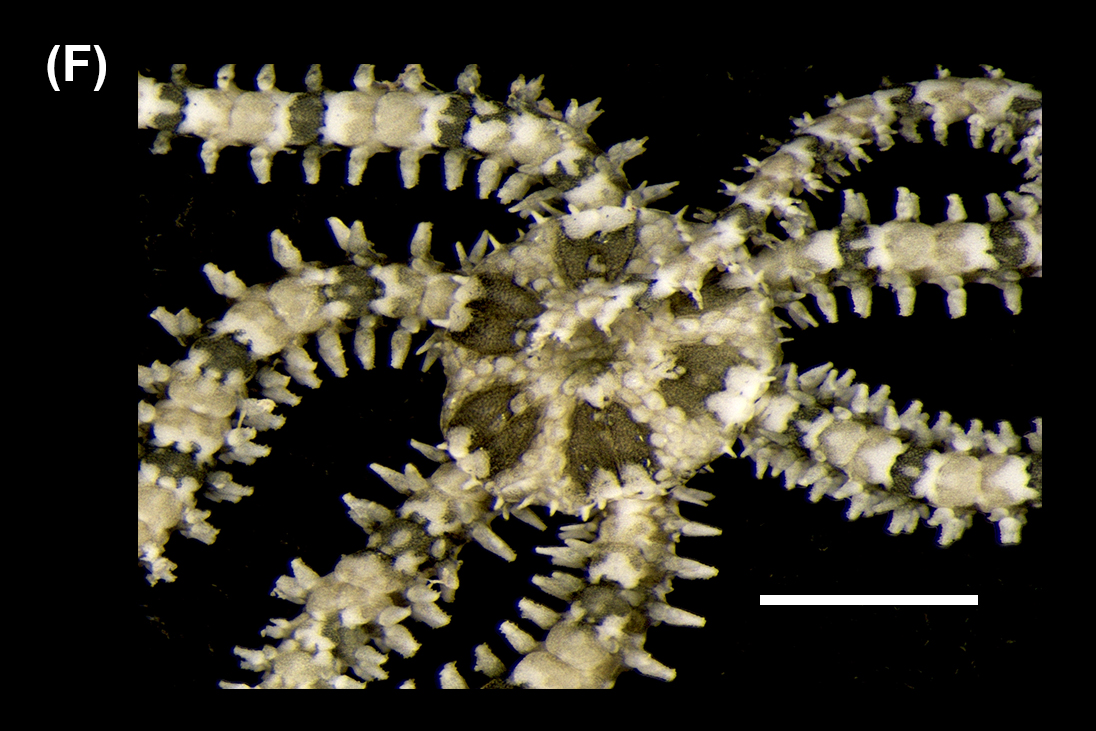
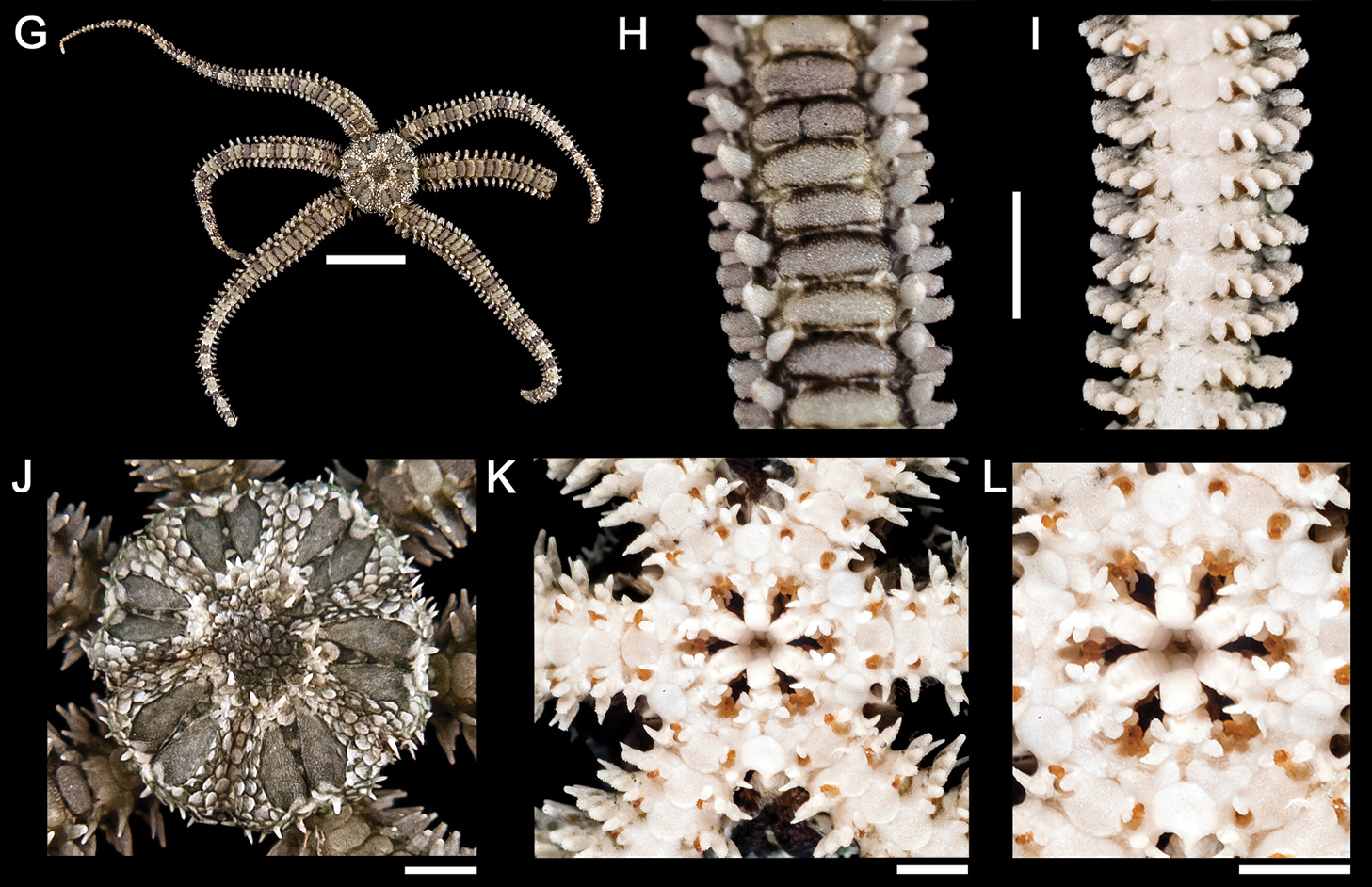
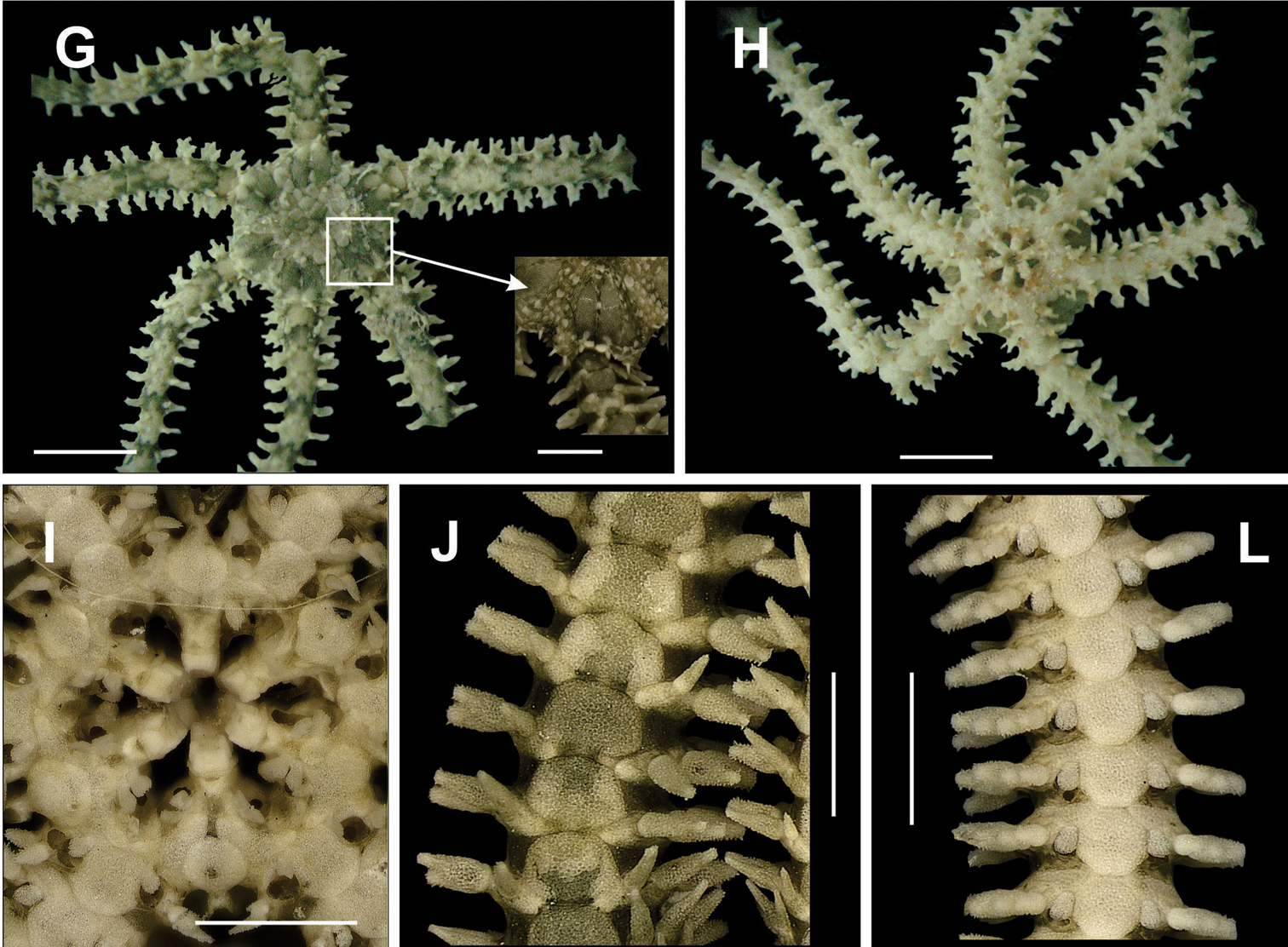
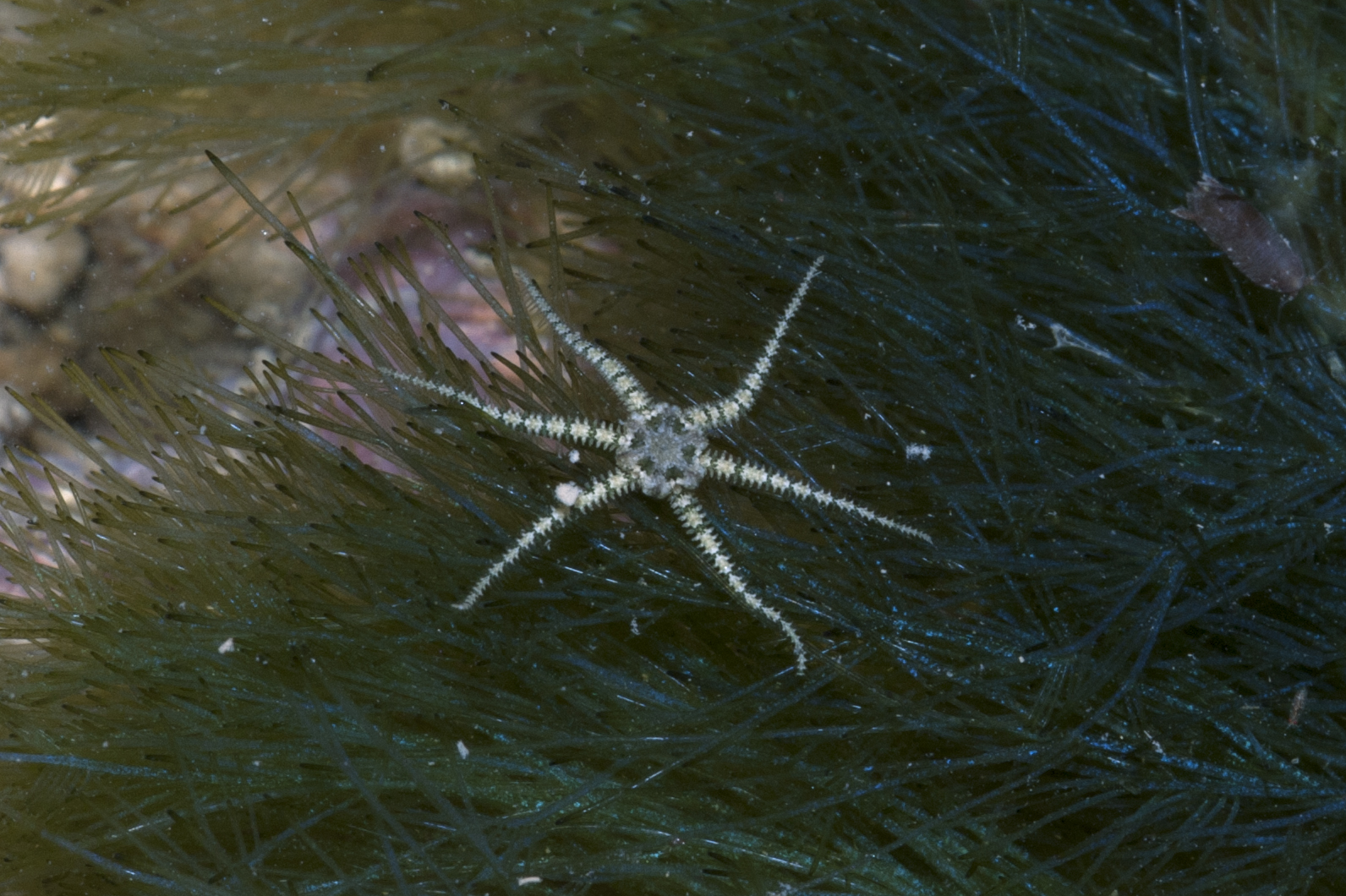
Spécimen observé dans son environnement à Singapour.
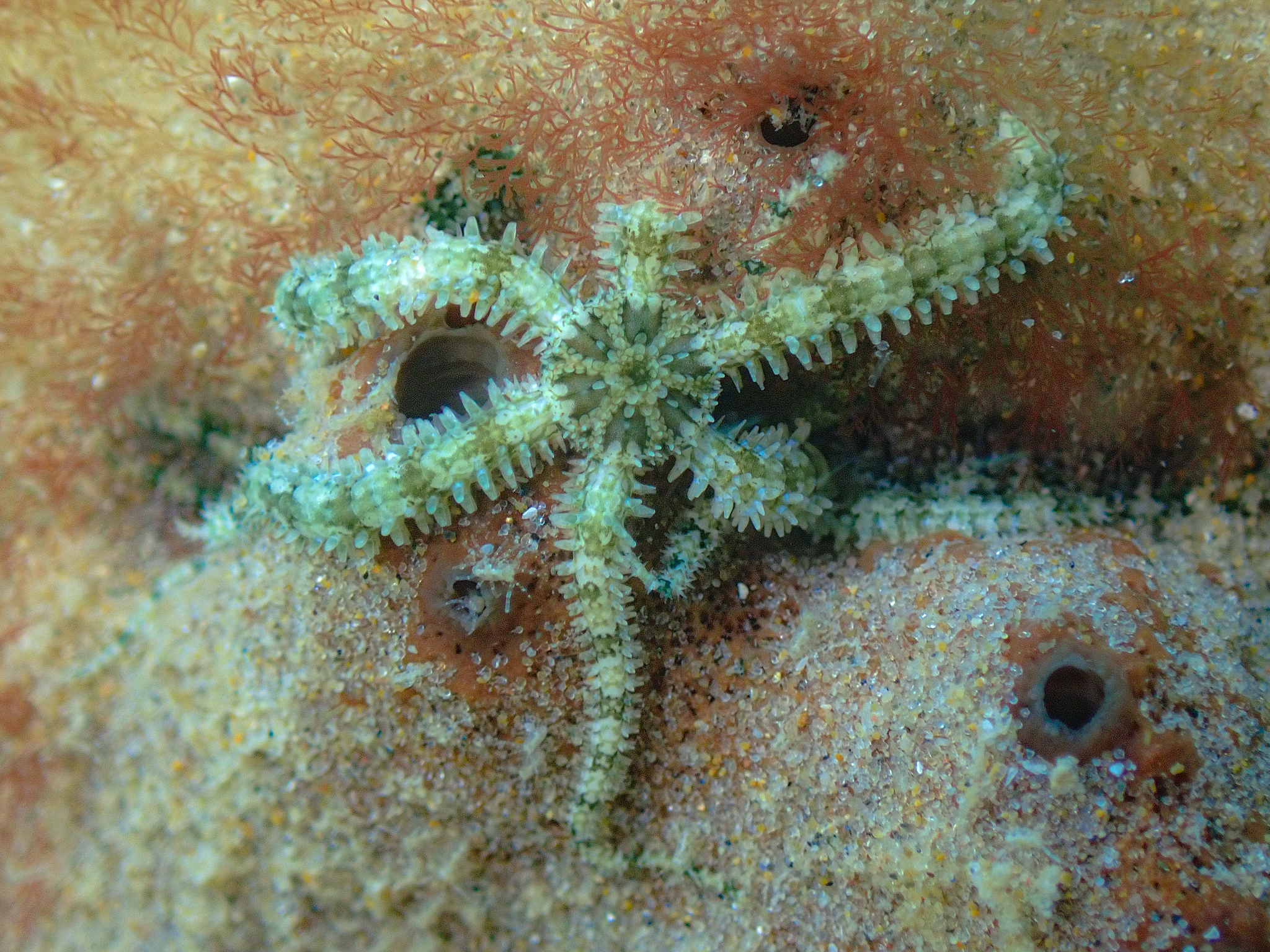
Au Mexique.

## Écologie

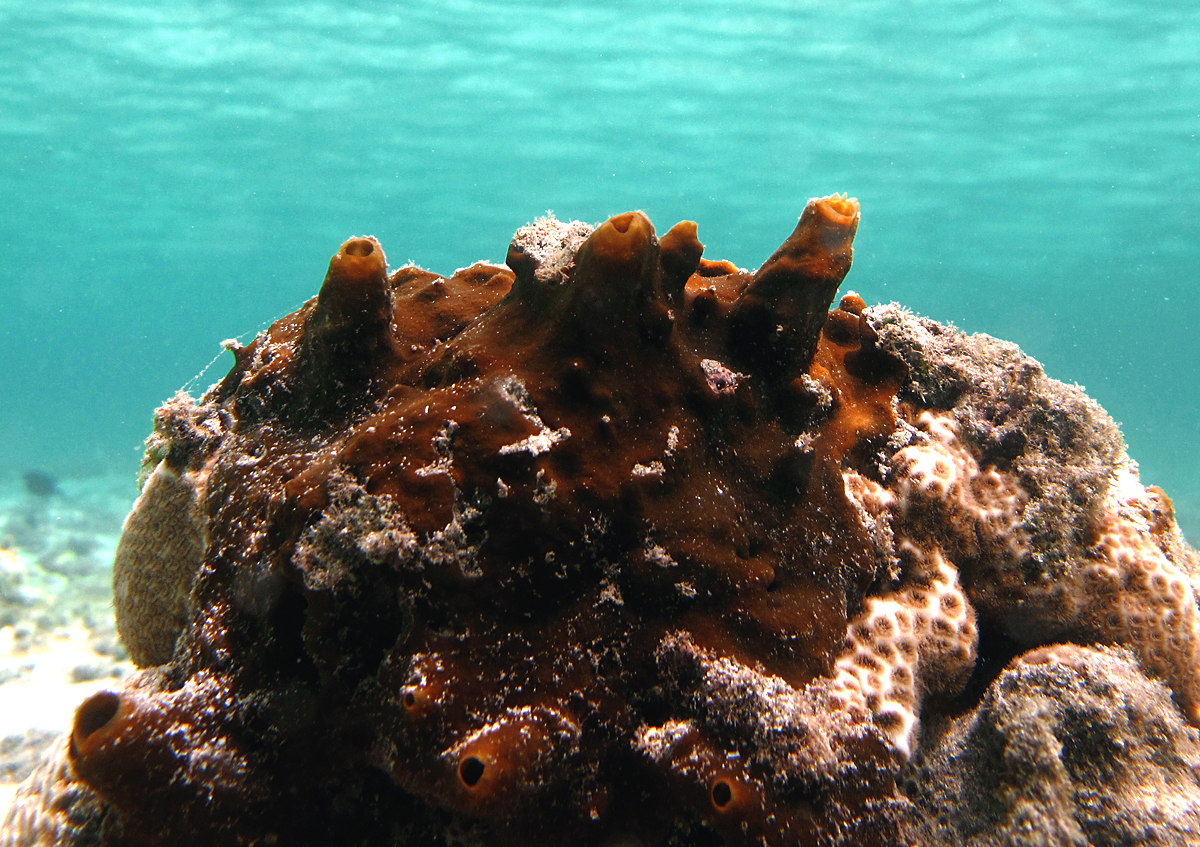
O. savignyi est une espèce commensale ; elle intéragit notamment avec Spheciospongia vagabunda à Singapour.

O. savignyi est un omnivore opportuniste à tendance charognarde : l'ophiure se nourrit des détritus déposés sur le substrat. Elle repère la nourriture à l'aide de ses bras articulés, puis forme une boule de détritus qu'elle porte à sa bouche en la manipulant à l'aide du podion. Le régime alimentaire de l'espèce se compose principalement d'ectoproctes, de foraminifères et de gastéropodes ; l'ophiure ingère également une quantité importante de sable.
La reproduction peut être sexuée ou asexuée. Dans le premier cas un nuage de semence comprenant des gamètes mâles et femelles est libéré, cela permet le développement d'une larve planctonique qui deviendra une ophiure après plusieurs stades larvaires. La reproduction asexuée suppose une fragmentation de l'ophiure : le nouveau spécimen ainsi crée est du même sexe que le spécimen d'origine. Les jeunes spécimens possèdent généralement six bras : ils ont la capacité de se séparer en deux avant de régénérer la partie manquante du disque et des bras. À l'issue de ce processus, les bras sont généralement au nombre de cinq ; le nouveau spécimen peut ensuite se reproduire sexuellement si certaines parties du disque central ne sont pas dépourvues de gonades, auquel cas cela n'est pas possible avant la fin de la régénération,. Les mâles ont plus souvent recours à la fragmentation, ce qui pourrait expliquer la surreprésentation des mâles par rapport aux femelles. À Taïwan, un recensement a établi qu'il y avait 24 mâles pour une femelle.  
À Hawaï, l'espèce interagit avec l'éponge Lissodendoryx schmidti, probablement dans une relation de commensalisme. Cette éponge abrite jusqu'à une vingtaine d'ophiures qui parviennent à peine à se mouvoir tant elles sont resserrées. Ces ophiures présentent souvent des bras coupés ou en cours de régénération. Les observations ne permettent pas de savoir précisément comment ces spécimens parviennent à entrer à l'intérieur de l'éponge, ni comment elles se nourrissent. À Singapour, l'espèce est observée en relation avec l'éponge Spheciospongia vagabunda.

## Taxinomie
L'espèce est décrite par les zoologistes allemands Johannes Peter Müller et Franz Hermann Troschel en 1842. Elle est d'abord placée dans le genre Ophiolepis avant de rejoindre le genre Ophiactis quand celui-ci est mis en place par le naturaliste danois Christian Frederik Lütken en 1856. L'épithète spécifique est choisie en l'honneur du zoologiste française Jules-César Savigny.

## Distribution et habitat
La répartition d'O. savignyi est presque cosmopolite, c'est-à-dire que l'espèce peut se rencontrer dans toutes les régions du monde. Ainsi, cette ophiure est présente dans le bassin Indo-Pacifique Ouest, dans l'est de l'océan Pacifique et des deux côtés de l'océan Atlantique ; les populations présentes dans le Pacifique et l'Atlantique se sont mélangées après l'achèvement du canal de Panama, au niveau de l'isthme de Panama en 1914.
L'ophiure se rencontre depuis la zone intertidale jusqu'à environ 500 m de profondeur. L'habitat de l'espèce est particulièrement varié : elle apprécie les récifs, la mangrove, les herbiers marins, les fonds colonisés par le varech et même les eaux polluées. O. savignyi s'observe régulièrement à l'intérieur d'éponges, ce qui suggère probablement une interaction de commensalisme : l'hôte fournit une partie de sa nourriture au commensal.